# احوال دگرگون‌شده
احوال دگرگون‌شده (انگلیسی: Altered States) یک فیلم ترسناک علمی–تخیلی به کارگردانی کن راسل است که در سال ۱۹۸۰ منتشر شد.

## بازیگران
- ویلیام هرت
- بلر براون
- باب بالابان
- درو بریمور
- جرج گینز
- چارلز هید
- تیئو پنگلیس